# Émile Nelligan

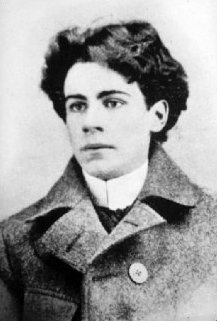
Émile Nelligan.

Émile Nelligan (Montreal, 24 de diciembre de 1879 - Hospital Saint-Jean-de-Dieu, 18 de noviembre de 1941) fue un poeta canadiense en lengua francesa. Discípulo del simbolismo, su poesía fue influida por Octave Crémazie, Louis Fréchette, Charles Baudelaire, Paul Verlaine, Georges Rodenbach, Maurice Rollinat y Edgar Allan Poe. Entre los temas recurrentes de sus poemas se encuentran la infancia, la locura, la música, el amor y la muerte. Hundido en la locura a su temprana edad permaneció en una institución el resto de su vida. Varios consideran Nelligan como el poeta nacional de Quebec.

## Biografía
Nelligan nació en Montreal en la calle de la Gauchetière, en el número 602. Fue el primer hijo de David Nelligan, un Irlandés, y Émilie Amanda Hudon, una quebequense francófona. Tenía dos hermanas pequeñas: Béatrice y Gertrude. Dotado de un talento precoz como Arthur Rimbaud, sus primeras poesías se publican en Montreal cuando tiene 16 años. A partir de 1896, después de haber descubierto la poesía, decide consagrarle el resto de su vida.
En 1897, Nelligan se volvió miembro de la Escuela literaria de Montreal y abandonó definitivamente sus estudios. En 1898, puesto que David Nelligan no apreciaba la vida de su hijo, decidió estudiarle trabajo de fuerza con un viaje en Inglaterra. Sin embargo, su vuelta precipitada obligó a su padre a encontrar un empleo local por él. Finalmente, Émile Nelligan sería contable durante poco tiempo.
El 26 de mayo de 1899, durante una sesión pública de la Escuela literaria de Montreal, Nelligan impresionó a sus colegas con la lectura de tres poemas, incluida el famoso La Romance du vin (El Romance del Vino).  En el mismo año, recibió un diagnóstico de psicosis y fue internado para el resto de su vida. Nunca tuvo la posibilidad de acabar su primera obra de poesía que debía titularse, según sus últimas notas, Le Récital des anges (El Recital de los Ángeles).
En 1904, una recopilación de 107 de sus poemas fue publicado. Esta publicación le dio a conocer en Quebec, Bélgica y Francia. Su destino trágico contribuyó a hacer de él una figura mítica de la poesía quebequense. Uno de sus poemas más conocidos es Le Vaisseau d'or (La Nave de Oro). 